# Taíno van Hispaniola
De eerste bewoners van Hispaniola waren Ciboney Indianen die het eiland Quizqueya (moeder van alle landen) noemden. 
Daarna kwamen de Taíno's die het Aïti (hoge berg) noemden.
Christoffel Columbus ontdekte het eiland in 1492 en noemde het Hispaniola.
De naam Quizqueya wordt in de Dominicaanse Republiek nog steeds gebruikt en ook het volkslied gaat over Quizqueya.
De slaven hebben vanaf de 18e eeuw de naam Haïti gebruikt.

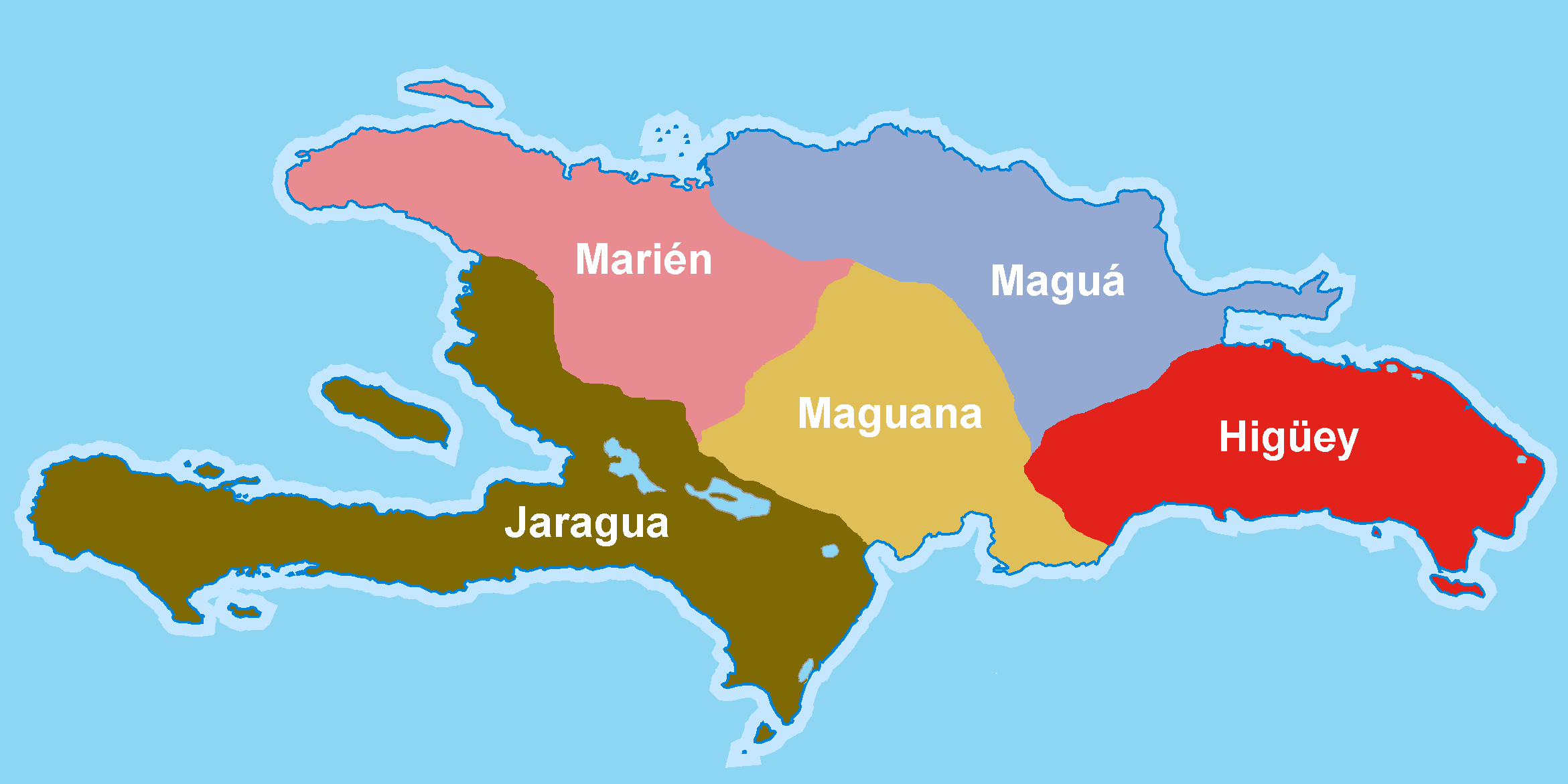
De vijf Taíno cacicazgo's van Aïti

## Indeling van Quizqueya
Er waren op Hispaniola vijf cacicazgo's.
Een cacicazgo was een zelfstandig Taíno gebied met aan het hoofd een cacique. 
Deze cacicazgos waren verdeeld in nitaíno's (gemeenten).

#### Cacicazgo Marien
De cacicazgo Marien omvatte het gehele noordwestelijke deel van Hispaniola. Hij grensde in het noorden aan de Atlantische Oceaan, in het zuiden aan de cacicazgo Jaragua, ten oosten aan de cacicazgos Magua en Maguana, en in het westen aan de Windward Passage.
Het gebied werd geregeerd door de cacique Guacanagarí, die had zijn vestiging in El Guarico, dicht bij de huidige stad Cap-Haïtien in Haïti. De cacicazgo was verdeeld in 14 nitaínos. Deze cacique was de eerste die Christoffel Columbus verwelkomde en werd bekeerd tot het christendom.

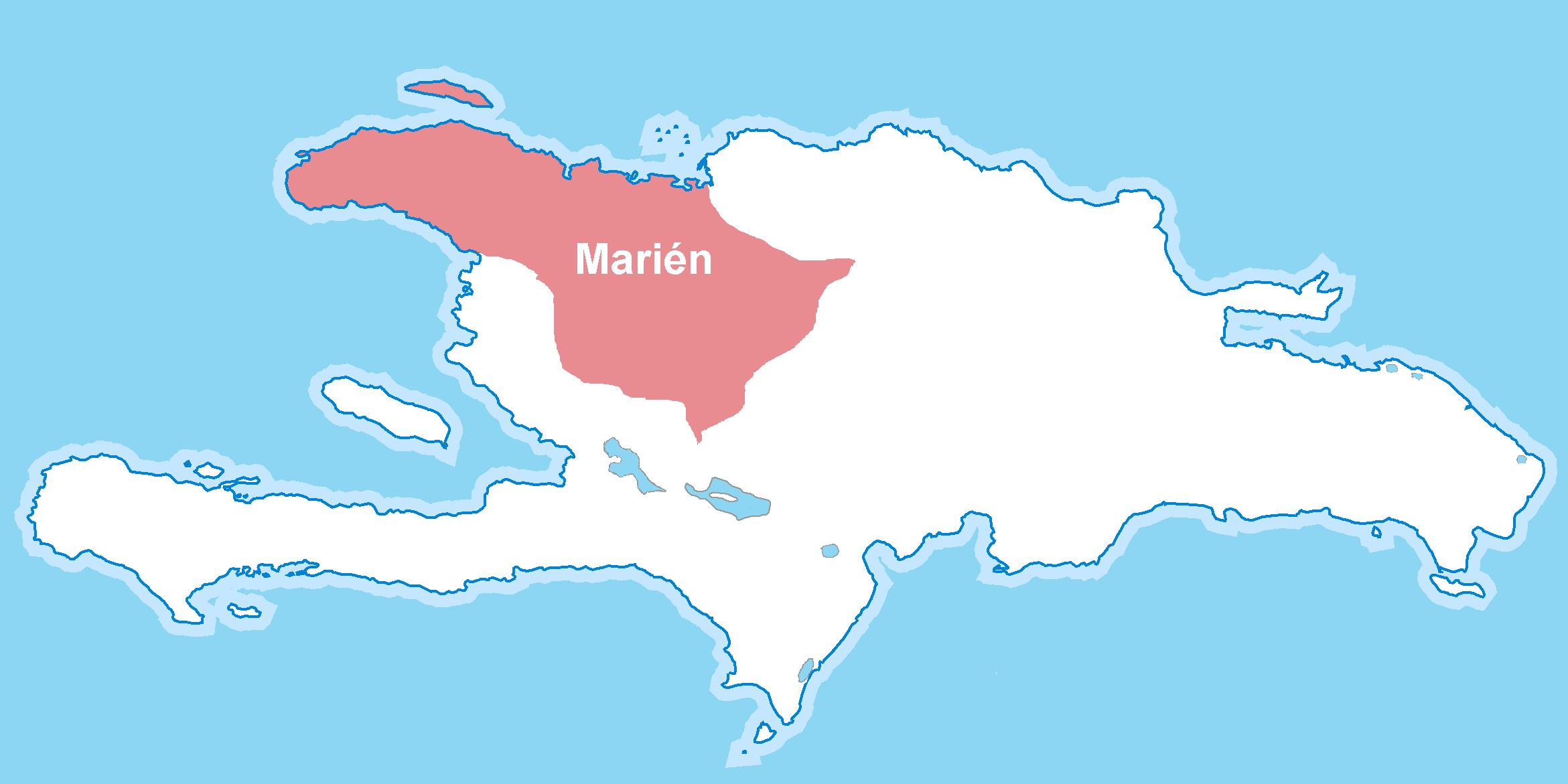
Cacicazgo Marién

Geografische ligging
Dominicaanse Republiek
- Dajabón
- Monte Cristi
- Santiago Rodríguez
- Valverde

Haïti
- Artibonite
- Centre
- Nord-Est
- Nord-Ouest
- Nord

#### Cacicazgo Magua
De cacicazgo Magua besloeg het gehele noordoostelijke deel van Hispaniola, grensde in het noorden en oosten aan de Atlantische Oceaan, het zuiden aan de cacicazgos Maguana en Higüey en westen aan de cacicazgos Marien en Maguana. Dit cacicazgo lag geheel op het grondgebied van de huidige Dominicaanse Republiek.
Het werd geregeerd door de cacique Guarionex, met de hoofdplaats in de buurt van de huidige locatie Santo Cerro in de provincie La Vega. Het was verdeeld in 21 nitaínos en was een van de rijkste regio's van het eiland.

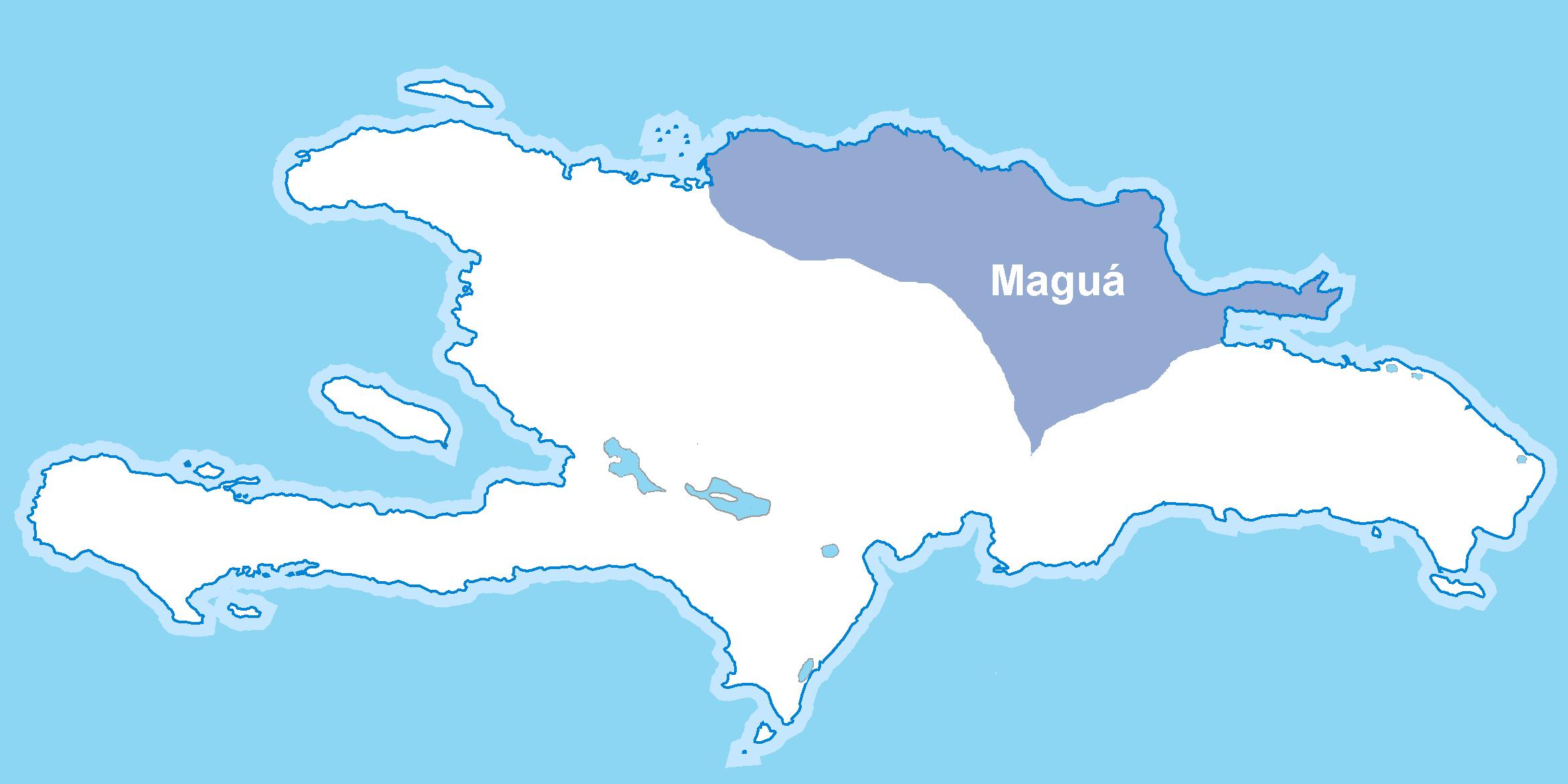
Cacicazgo Magua

Geografische ligging
Dominicaanse Republiek
- Duarte
- Espaillat
- La Vega
- María Trinidad Sánchez
- Monseñor Nouel
- Puerto Plata
- Salcedo
- Samaná
- Sánchez Ramírez
- Santiago

#### Cacicazgo Jaragua
De cacicazgo Jaragua overspande het gehele zuidwesten van het eiland Hispaniola. Hij werd in het noorden begrensd door de cacicazgo Marien, ten zuiden door de Caribische zee, ten oosten door de cacicazgos Marien en Maguana en in het westen door de Straat van Jamaica.
Hij werd geregeerd door de cacique Bohechio. Het was de grootste cacigazgo van het eiland. De hoofdplaats was genaamd Yaguana, bij het huidige Port-au-Prince, de hoofdstad van Haïti. Het was verdeeld in 26 nitaínos.
Bohechío, cacique van Jaragua en de broer van Anacaona, zocht steun in een oorlog tegen twee zeer primitieve stammen, de eerdere bewoners van het eiland waren Ciboney. Een stam in de regio van de rivieren Las Cuevas en Yubo en de andere in het uiterste zuidwesten van het eiland, in een plaats genaamd Guacayarima. Dit vereiste van Bohechío een dubbele alliantie met de cacique van Haniguayagua (Higüey) voor de controle van de oorspronkelijke bewoners van Zuid-West en aan de andere kant met Caonabo voor controle en toegang tot de ceremoniële plaats op Yubo, het belangrijkste eiland van Quisqueya.

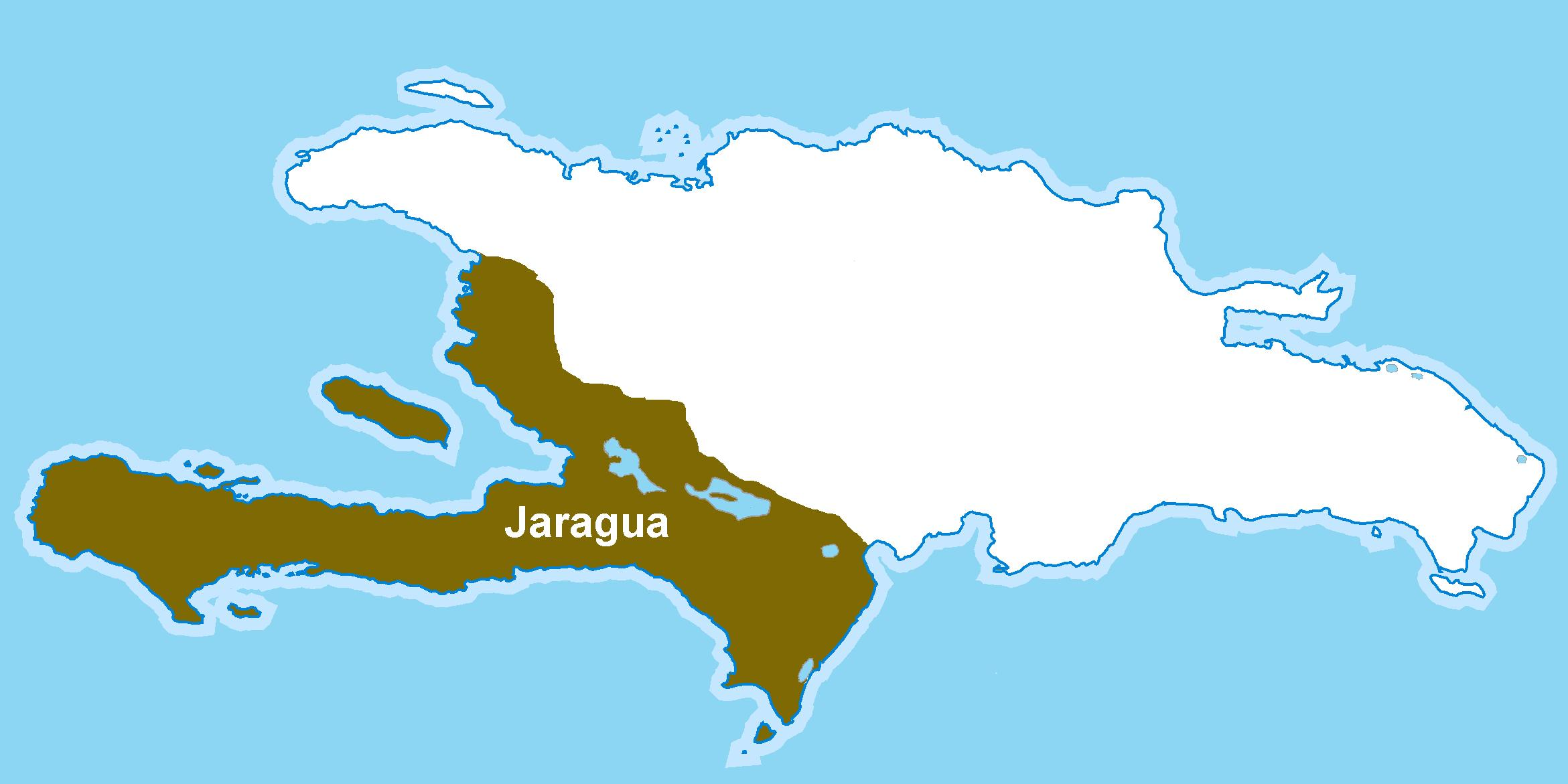
Cacicazgo Jaragua

Geografische ligging
Dominicaanse Republiek
- Baoruco
- Barahona
- Independencia
- Pedernales

Haïti
- Artibonite
- Grand'Anse
- Nippes
- Ouest
- Sud
- Sud-Est

#### Cacicazgo Maguana
De cacicazgo Maguana was het centrum van het eiland Quisqueya, in het noorden begrensd door de cacicazgo Marien en Magua, ten zuiden door de Caribische zee, ten oosten door de cacicazgos Magua en Higüey en westen door de cacicazgos Marien en Jaragua. Dit cacicazgo lag geheel op het grondgebied van de huidige Dominicaanse Republiek.
Het werd geregeerd door de cacique Caonabó, echtgenoot van Anacaona. Zijn hoofdplaats was in Corral de los Indios nu Juan de Herrera van de provincie San Juan. Het was verdeeld in 21 nitaínos. Deze provincie is gewijd aan de strijdkunst.
De cacique Caonabo verzette zich als eerste tegen de Spaanse bezetting. Hij wordt ervan beschuldigd verantwoordelijk te zijn voor de vernietiging van Fort La Navidad, de eerste Spaanse nederzetting op Amerikaanse bodem, geïnstalleerd door Christoffel Columbus vanwege het onvermogen al zijn mensen naar Spanje te repatriëren tijdens zijn eerste reis. Door deze aanval en de poging tot een aanval op Fort Santo Tomas, werd Caonabo gevangengenomen. Alonso de Ojeda bedroog hem door hem te laten geloven dat hij ketenen van edelmetaal wilde aanbieden. Caonabo werd hiermee geboeid, overgebracht naar La Isabela om vervolgens naar Spanje te worden vervoerd. Caonabo stierf tijdens een schipbreuk.

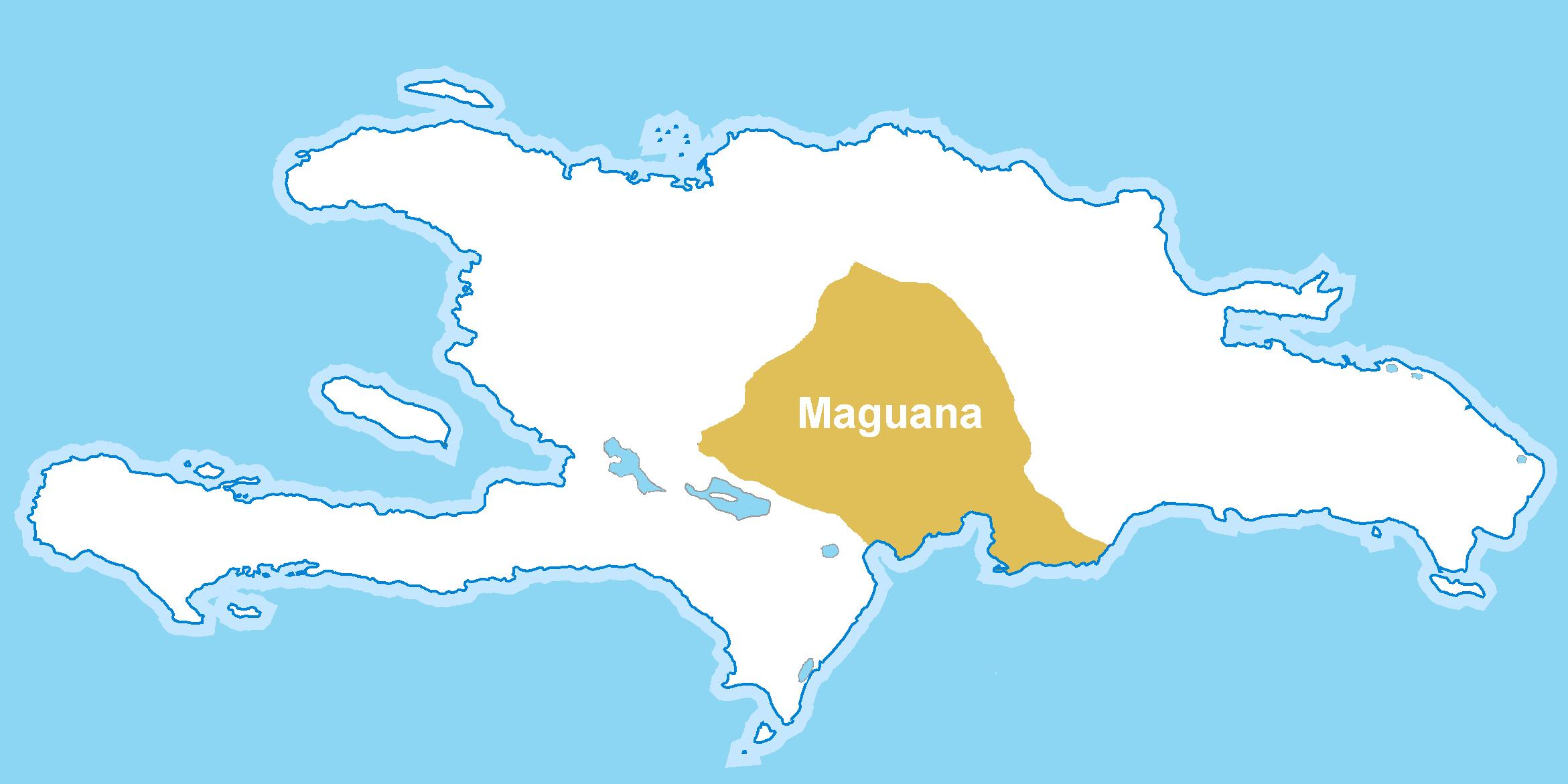
Cacicazgo Maguana

Geografische ligging
Dominicaanse Republiek
- Azua
- Baoruco
- Elías Piña
- La Vega
- Peravia
- San Cristóbal
- San José de Ocoa
- San Juan
- Santiago

#### Cacicazgo Higüey
De cacicazgo Higüey overspande het hele zuidoosten van Hispaniola. Hij werd in het noorden begrensd door de cacicazgo Magua en de baai van Samana, in het zuiden door de Caribische zee, in het oosten door de Monapassage en in het westen door de cacicazgos Maguana en Magua. Deze cacicazgo lag geheel op het grondgebied van de huidige Dominicaanse Republiek.
Hij werd geregeerd door de cacique Cayacoa. De hoofdplaats was gevestigd in het huidige Higüey. Deze cacicazgo strekte zich uit van Cabo Engano tot de rivier Haina en was verdeeld in 21 nitaínos. Dit cacicazgo is ook bekend als de Higüanamo.

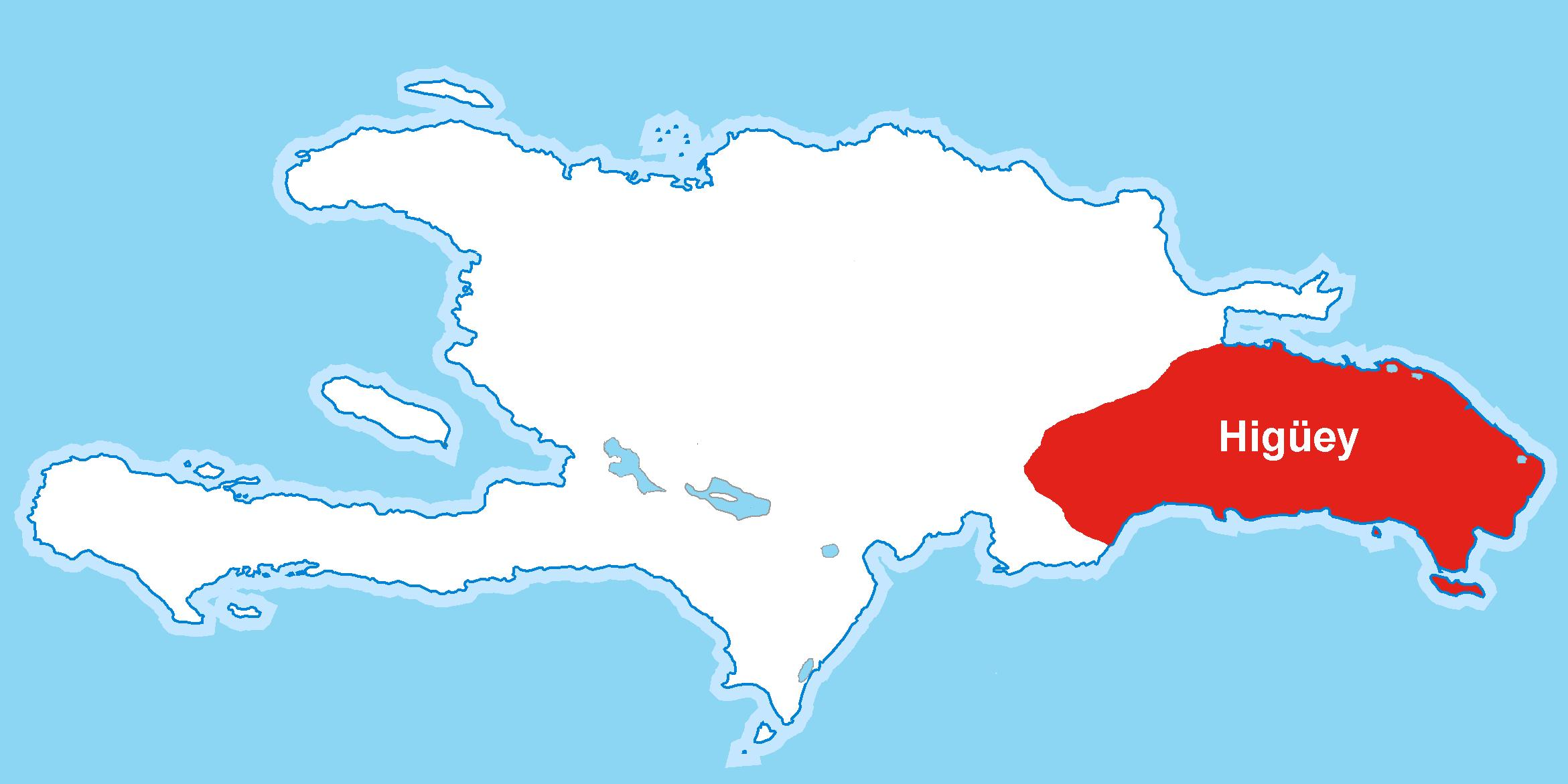
Cacicazgo Higüey

Geografische ligging
Dominicaanse Republiek
- Distrito Nacional
- El Seibo
- Hato Mayor
- La Altagracia
- La Romana
- Monte Plata
- San Pedro de Macorís